# Martinsbrunn (Meran)

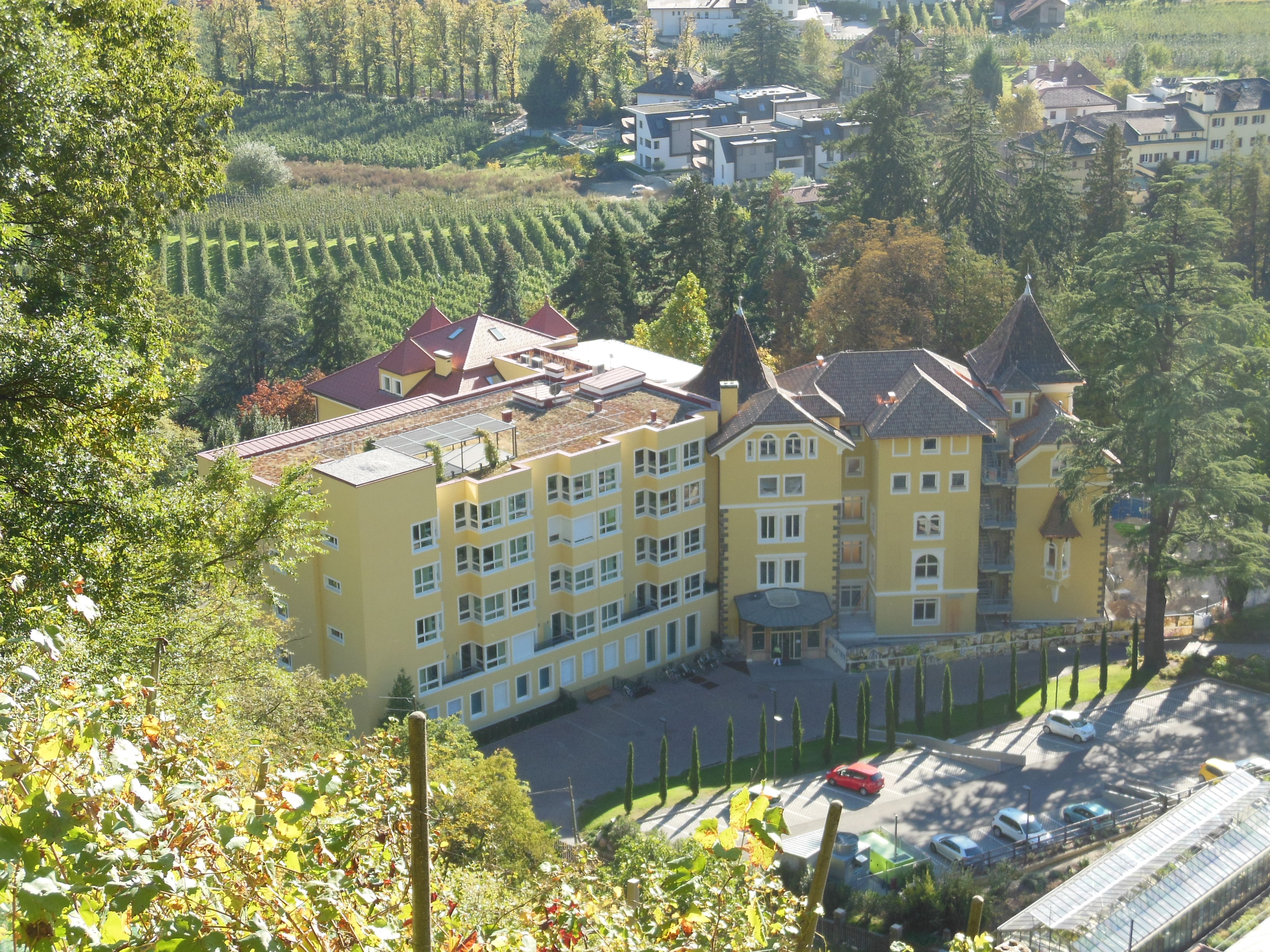
Martinsbrunn 2018

Martinsbrunn ist eine Senioren- und Pflegeresidenz und ein Zentrum für Vorsorge & Gesundheit im Ortsteil Gratsch in Meran.

## Geschichte
Der Begründer von Martinsbrunn ist der Nervenarzt Sanitätsrat Norbert von Kaan-Albest (1864–1943), dessen Vater Dr. Raimund Kaan in Meran Bezirksarzt war. Im Jahr 1891 eröffnete er in der vor 1860 erbauten Villa Maurer die Kuranstalt Martinsbrunn. 1892 erwarb Kaan die Villa zusammen mit einigen umliegenden Grundstücken und ließ sie zu einem Sanatorium umbauen. Meran war zu jener Zeit bereits ein weitum bekannter Kurort, so dass der Erfolg nicht ausblieb. Die Auslastung war dermaßen groß, dass bald ein Neubau notwendig erschien. Dieser wurde von der Firma Musch & Lun geplant und gebaut und war bereits 1898 bezugsfertig. Im folgenden Jahr kam ein weiterer Trakt mit einer Hauskapelle dazu. Das Sanatorium wurde mit den damals modernsten medizinischen Geräten ausgestattet. Es gab verschiedene Therapieanlagen, ein Röntgenkabinett und ein Laboratorium. In dieser Zeit wurde auch der heute noch bestehende großzügige Park angelegt.

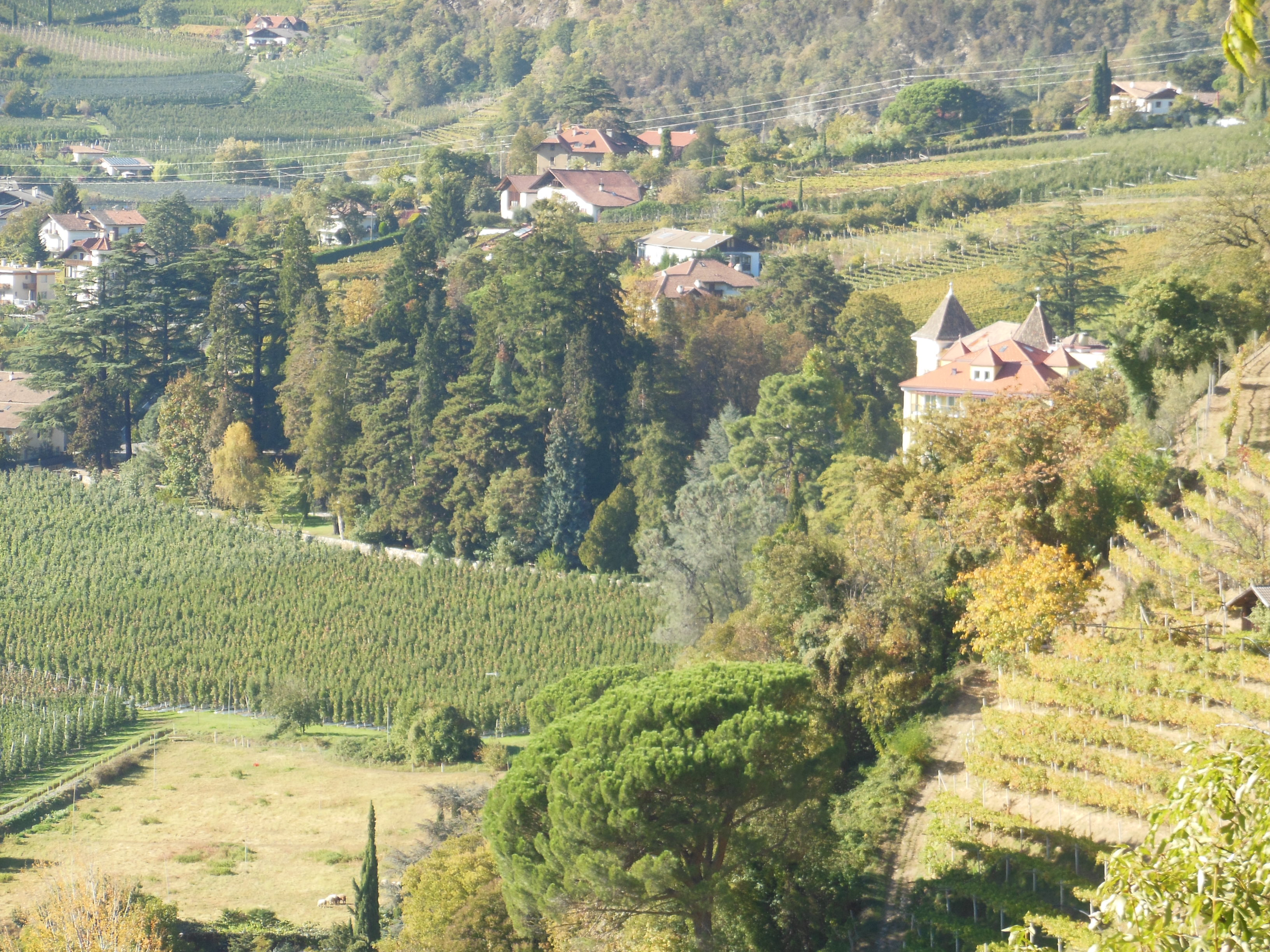
Park von Martinsbrunn und rechts etwas versteckt das Gebäude

Bis zum Ersten Weltkrieg war das Sanatorium als Kuranstalt besonders für Nervenkrankheiten und Innere Medizin beim internationalen Publikum sehr beliebt. 1914 waren Max Reger und Fritz Stein unter den Gästen.  Kriegsbedingt blieben dann die Gäste aus und das Sanatorium diente als Heim für erholungsbedürftige Offiziere.
1917 wurde das Haus geschlossen und erst 1920, zwei Jahre nach dem Kriegsende und der Annexion Südtirols durch Italien, wieder als Sanatorium eröffnet. Da jedoch auf Grund der vollkommen geänderten politischen und wirtschaftlichen Situation die wohlhabenden Gäste ausblieben, konnte die Klinik nicht mehr kostendeckend betrieben werden, und Norbert von Kaan sah sich zum Verkauf gezwungen.
Im Jahr 1941 wurde ein Kaufvertrag mit dem Orden der Barmherzigen Schwestern vom hl. Vinzenz von Paul abgeschlossen, welche eine neue Niederlassung für ihre Ordensprovinz suchten. Sie erwarben neben der Klinik auch das Landgasthaus Fallgatter und den anliegenden Pflanzerhof in Gratsch.
Bis 1943 wurde Martinsbrunn weiterhin als Sanatorium betrieben und anschließend wurde es eine Ausweichstation für das Krankenhaus Meran. Das Haus wurde mit der erforderlichen chirurgischen Einrichtung ausgestattet. Es erhielt eine medizinische, eine chirurgische, eine gynäkologische und eine Geburtenabteilung. Auch verschiedene Fachärzte arbeiteten im Haus.
1983 wurde die chirurgische Abteilung geschlossen und der Schwerpunkt der Tätigkeit des Hauses auf die Betreuung pflegebedürftiger Personen verlegt.
2017 hat der Orden der Barmherzigen Schwestern die Führung von Martinsbrunn an die Stiftung St. Elisabeth übergeben. Bis zum Jahr 2019 wurde das Haus bei laufendem Betrieb saniert. Zurzeit werden in folgenden Bereichen Dienstleistungen angeboten: Senioren- und Pflegeresidenz, Rehabilitationszentrum, Palliativstation und Gesundheitsvorsorge.